# جون مينر
جون مينر (بالإنجليزية: John Miner)‏ هو محامي أمريكي، ولد في 20 ديسمبر 1918 في كليفلاند هايتس في الولايات المتحدة، وتوفي في 25 فبراير 2011.